# Senau

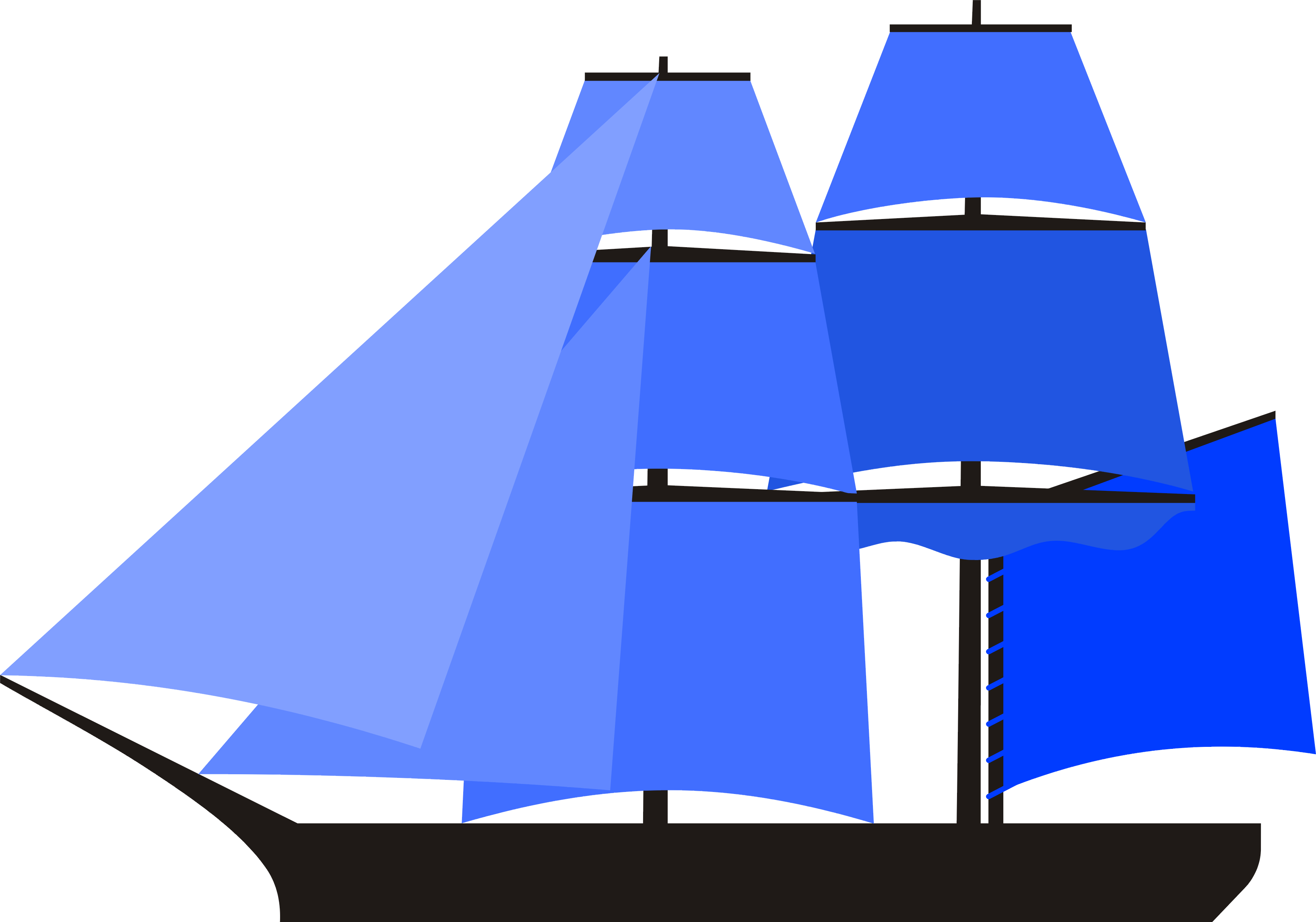
Voiles principales d'un senau. On remarque le grand mât dédoublé.

Le senau (« snow », « snauw » ou « brig-snow » en anglais) est un deux-mâts, gréé en voiles carrées, proche du brick, avec le grand-mât dédoublé. Il était utilisé autrefois dans le commerce ou la marine de guerre à voile à son apogée au XVIIIe siècle.

## Caractéristiques
La caractéristique d'un senau est le dédoublement du grand-mât par un mât plus petit, accolé immédiatement derrière le grand-mât. Ce mât plus petit, allant seulement jusqu'aux hunes, est appelé « mât de senau » ou « baguette de senau ». Il ne porte qu'une voile : une brigantine appelée « voile de senau ». Cette particularité est faite pour que la corne et les colliers de mât de la brigantine ne touchent pas la basse vergue du grand-mât pour faciliter la manœuvre de cette dernière.

Ce type de gréement, peu fréquent, dérive d'une évolution des trois-mâts : le mât d'artimon, petit sur de nombreux trois mâts, se rapproche de plus en plus du grand-mât, jusqu'à finir accolé à celui-ci.

## Exemples de navires
- L’Irène, appartenant à l'Église morave, qui a navigué de 1748 à 1757 ;
- La Marie Séraphique, navire nantais ayant effectué six expéditions de traite négrière entre 1764 et 1775.

- La Victoire, qui a emmené La Fayette en Amérique lors de son premier voyage en 1777 ;
- Les deux sister-ships USS Niagara et USS Lawrence (en) (1813) ;
- Le Pembroke.

## Galerie

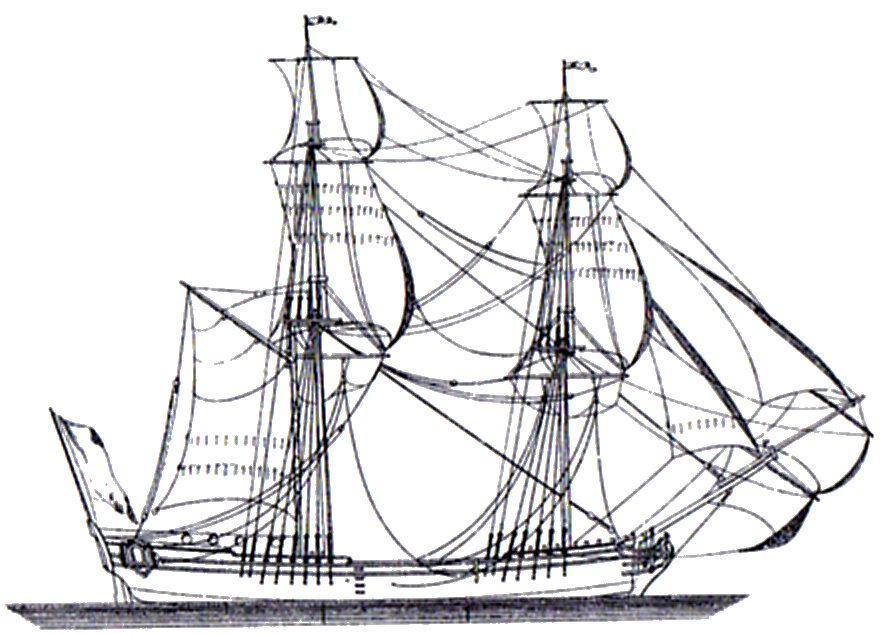
Dessin d'un Senau ou Snow en anglais (Architectura Navalis Mercatoria, 1768, Druckplatte LXII) - Le double grand-mât est peu visible, il porte la brigantine.
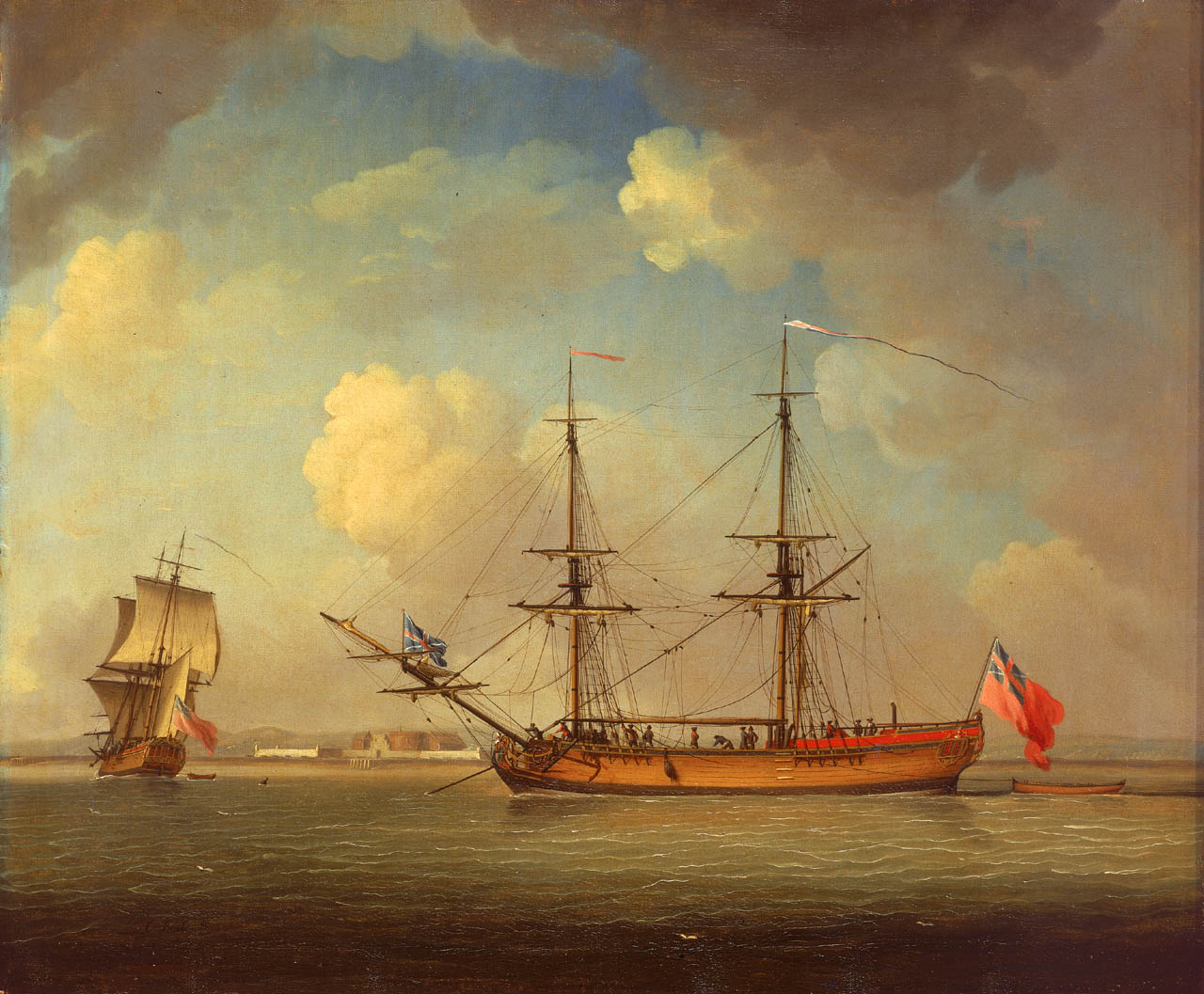
Un senau de la Royal Navy en 1759 (le petit mât caractéristique à l'arrière du grand mât est bien visible ici).
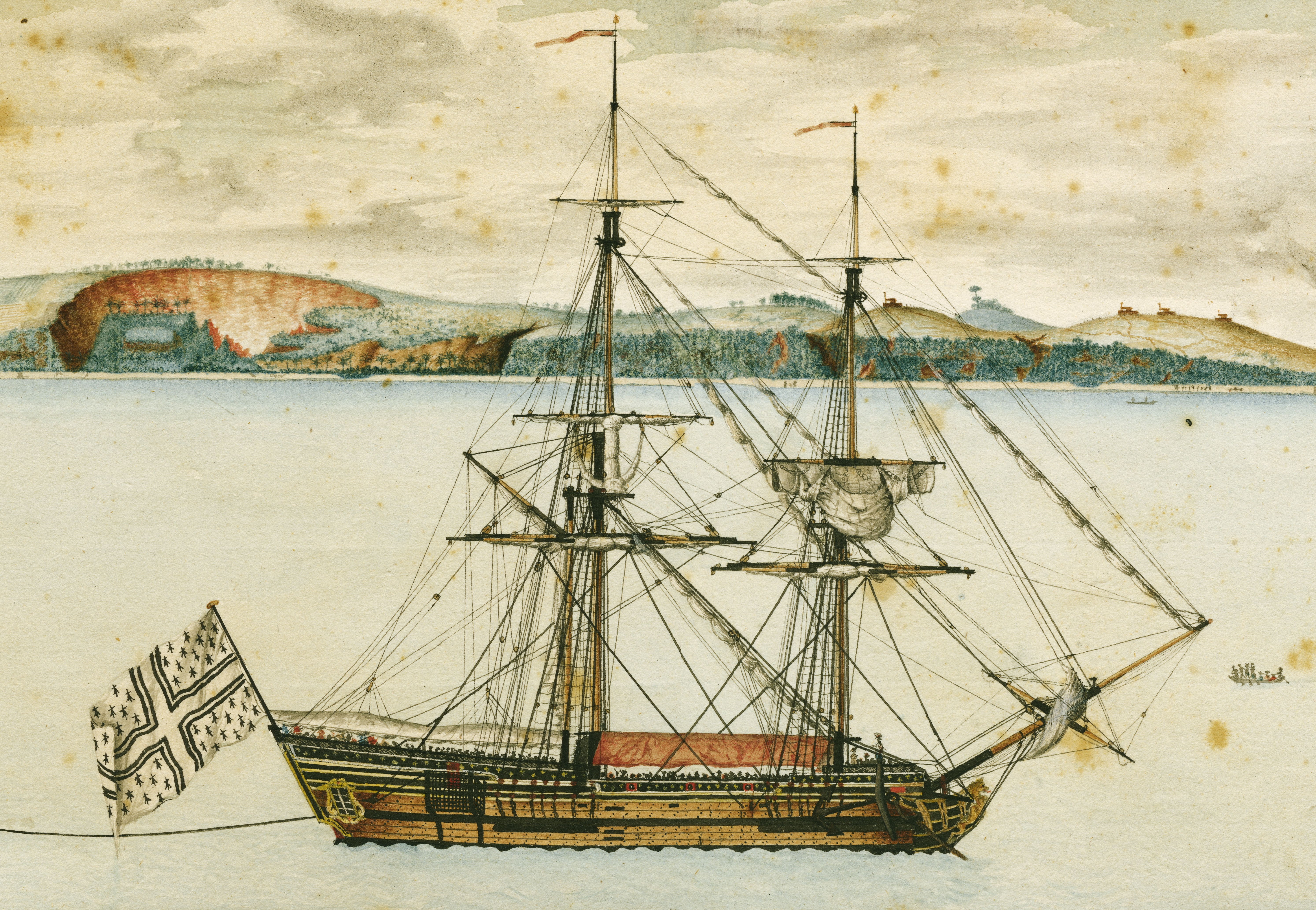
La Marie Séraphique, navire négrier nantais de la fin du XVIIIe siècle.
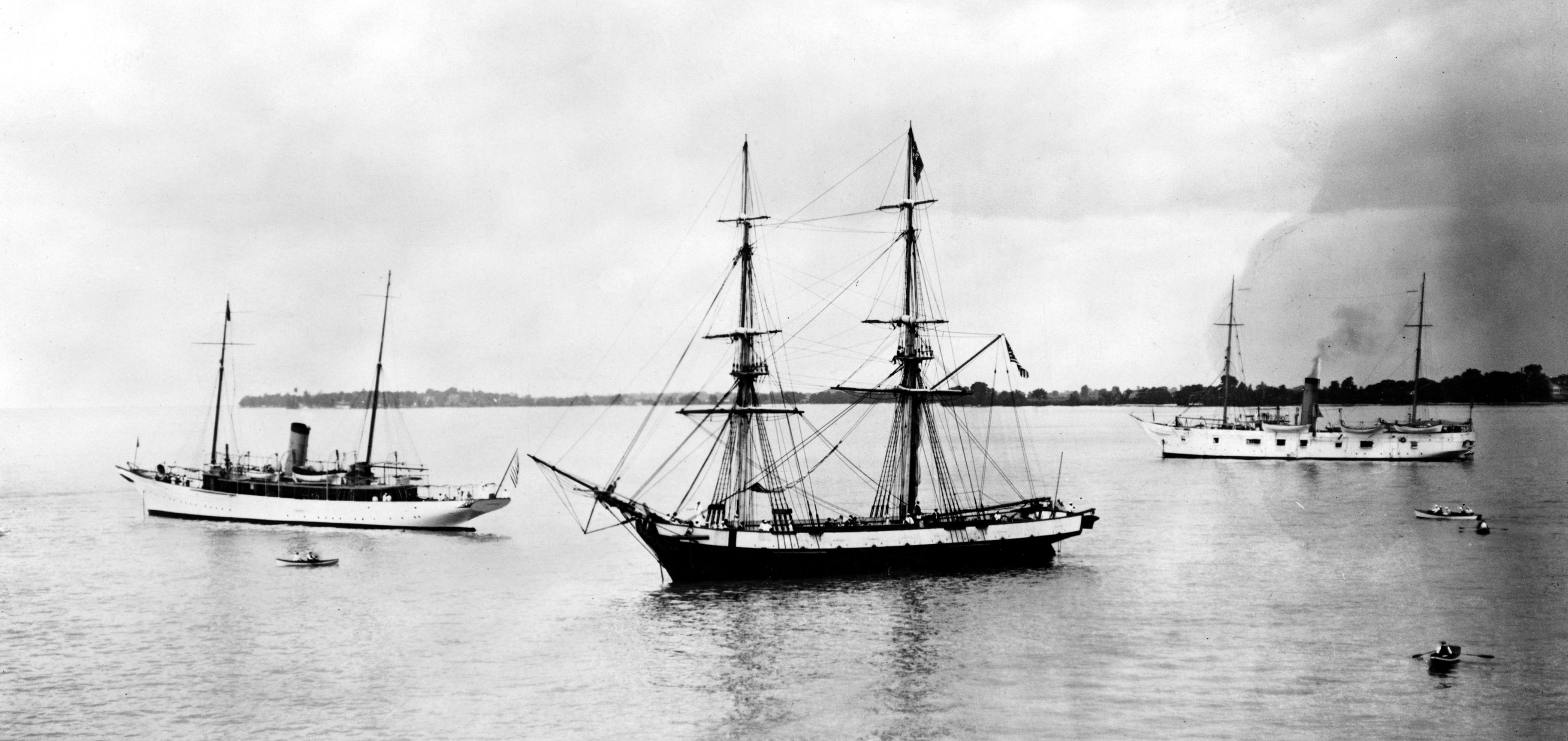
L’USS Niagara (au centre) en 1913, gréé en senau.